# 구니히로 슈헤이
구니히로 슈헤이(일본어: 國廣 周平, 1997년 1월 9일~)는 일본의 축구 선수이다.

## 구단 경력
그는 2023년 J3리그의 SC 사가미하라에 입단했고, 2년동안 팀에서 뛰었다. 2024년후 현역 은퇴.